# コイサン諸語
コイサン諸語（コイサンしょご）は、アフリカの言語群。吸着音を共通の特徴として持つ。

## 概要
歴史的にコイとサンの人々によって話されてきた。今日では南西アフリカのカラハリ砂漠とタンザニアの一部地域で（サンダウェ語、ハヅァ語）話される。
特徴は吸着音を音素とすることや、50を超える吸着音と140を超える音素を持つクン語や、厖大な音素の目録を持つコン語を含むことである。
話者のコイサン人種は現生人類最古の系統とされ、吸着音は現生人類最古の言語の特徴を今に伝えるものと推測されている。
含まれる5言語群は共通して吸着音を持つことから、かつては「コイサン語族」と呼ばれていたが、同系統とは証明されていないため、現在では独立した語族とされる。

## 分類
- ハヅァ語（Hadza）
- サンダウェ語（Sandawe）
- コエ・クワディ語族（Khoe-Kwadi）
  - クワディ語（Kwadi）
  - コエ諸語（Khoe）
    - ナマ語（英: Nàmá）
    - ガーナ語（英語版）
    - ナロ語（英語版）
- クン・ホアン語族（Kx'a）
  - クン語（!Kung）
  - ホアン語（英語版）（ǂ’Amkoe）
- ツウ語族（Tuu）
  - コン語（ǃXóõ）
  - ケグウィ語（英語版）

## 話者
- カポイド
- コイコイ人
- サン人

## その他
かつてはソマリア・バアー・ヘイブでもコイサン諸語が話されていたようである。